# Ирис (сериал)
Вижте пояснителната страница за други значения на Ирис.
„Ирис“ (아이리스) е южнокорейски шпионски сериал, драма, излъчен по KBS2 през 2009 г.
С бюджет от 18 милиона долара, както и свързания с него сериал Атина: Богинята на войната, те са най-скъпо продуцираните сериали в историята на Южна Корея.
След премиерата си през октомври 2009 г., сериалът се превръща в комерсиален успех, одобрен от мнозина критици. „Ирис“ също спечелва едни от най-престижните награди след излъчването си.
Успехът на сериала доведе до продуцирането на игрален филм, още един сериал, направен въз основа на този, и втори сезон и на двата сериала през 2012.

## Сюжет
Сюжетът се развива около двама специални агенти, посветени в рискована мисия за предотвратяването на втора Корейска война. Ким Хьон-Джун и Джин Са-у са приятели от детинство. Неразделни, както винаги, те се присъединяват към 707-и Батальон за Специални Мисии. Без да осъзнават, те са се влюбили в едно и също момиче. Една нощ, Ким и Джин са отвлечени от базата си и откарани в секретно отделение. След дълго изтезание за проверка на издръжливостта им, двамата са вербувани да станат агенти на корейските тайни служби. Тогава Ким и Джин осъзнават, че тяхната любима е агент под прикритие, който търси нови попълнения в тайните служби за мисия, която не е призната дори от корейското правителството.

## Актьорски състав
- И Бьонг-Хон като Ким Хьон-Джун
- Ким Те-Хи като Че Сънг-Хи
- Чонг Джун-Хо като Джин Са-У
- Ким Сънг-У като Пак Чол-Йънг
- Ким Со-Йон като Ким Сон-Хуа
- T.O.P. (Биг Бенг) като Вик

## Продукция
Базиран на филма от 1999 г. Shiri, работата по „Ирис“ започва през 2008 г., привличайки медийно внимание още преди премиерата си със своя рекорден бюджет. Снимките започват, без да е определено кой канал ще излъчва сериала, предизвиквайки „война“ между корейските телевизионни канали за правата върху сериала.
Първият назначен актьор е И Бьонг-Хон. Обявено е, че получава 90 000 долара на епизод, което го прави третия най-високоплатен корейски актьор. Поради известността на актьора, сериалът привлича внимание дори в Япония и бива закупен. По-късно биват избрани режисьори на сериала и излъчващ канал.
Първите снимки на „Ирис“ започват в Акита, Япония. Това подпомага известността на сериала и привлича туристи от Корея в Япония. След това екипът се мести в Унгария, за заснемането на няколко сцени.
По време на излъчването на сериала биват издадени 2 книги по сюжета от епизодите, а след финала започва издаването на поредица графични новели.

## Последвал сериал и продължение
След успеха на „Ирис“ е обявено, че през 2010 ще се продуцира и излъчи сериал, базиран върху идеите от „Ирис“. „Атина: Богинята на войната“ започва снимки в Италия, по-късно Япония, САЩ и Нова Зеландия. Продуцентите на сериала разкриват, че действието се развива във вселената на „Ирис“, което позволява герои от единия сериал да гостуват в другия, допълвайки историята един на друг. „Атина“ прави своя дебют през декември 2010 г. и завършва през февруари 2011 г. след 20-епизодов първи сезон. Малко преди края на сезона, един от изпълнителните продуценти потвърждава бъдещето продуциране на втори сезон на сериала.
Продължение на „Ирис“ е обявено през октомври 2010 г. Сценаристите пишат историята в два варианта – един, в случай че всички актьори се завърнат за снимките, и друг – в случай че само някои могат да снимат. В крайна сметка е избран вторият вариант и с името „Ирис 2“ новият сезон започва на 13 февруари 2013 г.

## Игрален филм
„Ирис: Филмът“ е преработен вариант на първия сезон. Въпреки че представя същата история, за филма биват заснети допълнителни сцени, допълвайки историята на сериала. Филмът прави своята премиера по различни фестивали, онлайн сайтове и телевизии. В Япония името е променено на „Ирис: Последният“.
Същевременно продуцентите на „Атина: Богинята на войната“ обявяват своите намерения също да продуцират филм по сериала.

## Епизоди
| Дата на излъчване | Епизод           | Сеул       | Национално |
| ----------------- | ---------------- | ---------- | ---------- |
| 2009-10-14        | 1                | 24.5 (#1)  | 25.4 (#2)  |
| 2009-10-15        | 2                | 25.3 (#1)  | 26.1 (#1)  |
| 2009-10-21        | 3                | 27.9 (#1)  | 29.3 (#1)  |
| 2009-10-22        | 4                | 26.2 (#1)  | 27.2 (#1)  |
| 2009-10-28        | 5                | 29.6 (#1)  | 30.3 (#1)  |
| 2009-10-29        | 6                | 28.9 (#1)  | 29.8 (#1)  |
| 2009-11-04        | 7                | 30.7 (#1)  | 31.1 (#1)  |
| 2009-11-05        | 8                | 30.9 (#1)  | 31.9 (#1)  |
| 2009-11-11        | 9                | 32.7 (#1)  | 33.3 (#1)  |
| 2009-11-12        | 10               | 33.7 (#1)  | 34.5 (#1)  |
| 2009-11-18        | 11               | 34.1 (#1)  | 34.9 (#1)  |
| 2009-11-19        | 12               | 31.3 (#1)  | 32.3 (#1)  |
| 2009-11-25        | 13               | 32.0 (#1)  | 32.5 (#1)  |
| 2009-11-26        | 14               | 32.5 (#1)  | 33.4 (#1)  |
| 2009-12-02        | 15               | 34.7 (#1)  | 35.5 (#1)  |
| 2009-12-03        | 16               | 35.7 (#1)  | 36.5 (#1)  |
| 2009-12-09        | 17               | 37.2 (#1)  | 39.1 (#1)  |
| 2009-12-10        | 18               | 35.7 (#1)  | 37.8 (#1)  |
| 2009-12-16        | 19               | 35.0 (#1)  | 36.4 (#1)  |
| 2009-12-17        | 20               | 39.9 (#1)  | 41.8 (#1)  |
| 2009-12-23        | Специален епизод | 12.0 (#10) | 12.8 (#9)  |

## В България
В България сериалът започна на 1 август 2011 г. по bTV с разписание всеки делник от 22:30. Ролите се озвучават от Петя Абаджиева, Николай Николов, Мартин Герасков, Димитър Живков и Владимир Колев. Здрава Каменова е режисьор на дублажа и понякога озвучава второстепенни женски персонажи.
Сериалът е гледан средно от 576 000 зрители по време на излъчването си по bTV, с рейтинг от 7,8% и дял – 36%. Това поставя сериала като #22 в класацията на най-гледаните програми в периода на излъчването му и #1 в таймслота си.
На 29 юли 2015 г. започва първи сезон по bTV Action с разписание всеки делник от 19:30. На 31 август започва премиерно за България втори сезон със същото разписание, озаглавен „Ирис 2: Ново поколение“.
Повторения на епизодите се излъчват по bTV Cinema всеки делник от 15:00.